# 让·波东·德·桑特拉耶

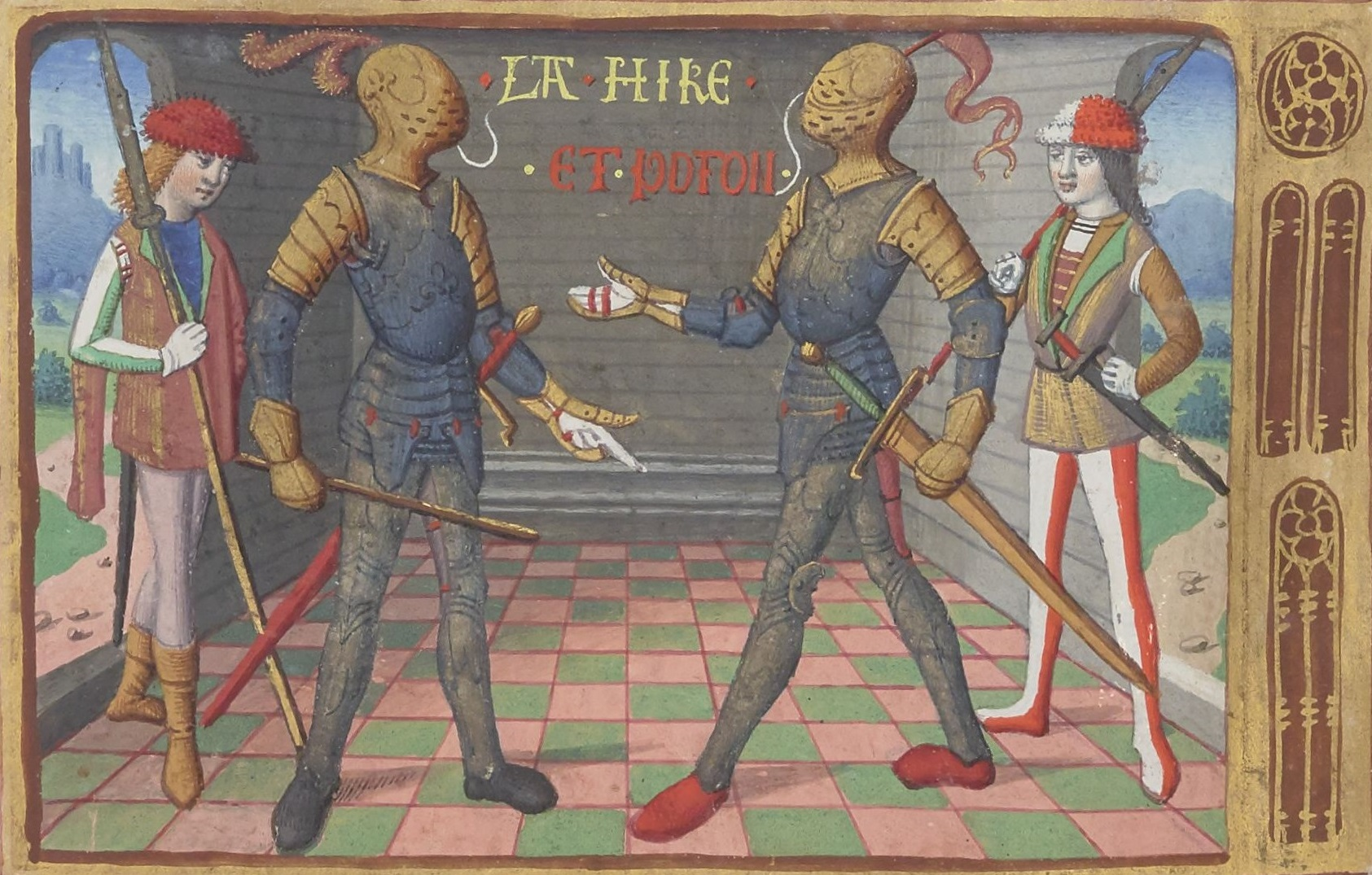
15世紀的繪本中，桑特拉耶和拉伊爾的插畫

让·波东·德·桑特拉耶（法語：Jean Poton de Xaintrailles，法語發音：[ʒɑ̃ pɔtɔ̃ də sɛ̃tʁaj]，1390年—1461年10月7日），原為加斯科涅的一個小貴族，曾擔任聖女貞德的副官。他還當過皇家馬廄管理、貝里的皇家執行官、以及利穆贊總管。1454年被任命為法國元帥。
他在1423年克拉旺戰役中被俘虜，之後和英將約翰·塔爾波特交換釋放。
他此后又于1424年韦尔讷伊战役、以及1427年奧爾良的戰鬥，這場戰鬥中他受了傷。
桑特拉耶在奧爾良之圍、雅爾若戰役、羅亞爾河畔默恩戰役、博讓西戰役、以及帕提戰役中擔任貞德的輔佐，並發起康白尼之圍。
在百年戰爭的最後階段，桑特拉耶和艾蒂安·德·維尼奧勒（即拉海爾）積極於收復諾曼第及征討吉耶讷，之中以热尔伯鲁瓦战役為代表。1445年法國常備軍建立時，桑特拉耶被指派為十二支新軍其中一支的領導。
他在波爾多過世，因為沒有繼承人，所以財產都捐給了教會。

## 參看
- 法國軍事史